# Flandorfer Ignác
Flandorfer Ignác (Sopron, 1878. január 29. – Csepreg, 1948. április 9.) földbirtokos, gazdasági tisztviselő, országgyűlési képviselő.

## Élete
Római katolikus vallásban született. Középiskoláit a szülővárosában végezte, majd Magyaróváron járta ki a gazdasági akadémiát. Oklevelének megszerzését követően családi birtokán, a Csepreg melletti Gyertyánospusztán kezdett gazdálkodni, majd 1907-ben Zala vármegye gazdasági felügyelője lett, később pedig gazdasági főfelügyelőnek nevezték ki. 
Az első világháború idején Przemyśl várában teljesített katonai szolgálatot. Amikor a vár elesett, hadifogságba került, ahonnan csak 1918 júliusában jutott haza. Ezt követően visszatért korábbi állásába, ahonnan azonban 1923-han nyugalomba vonult. Ez utóbbi alkalommal Horthy Miklós kormányzó az érdemei elismeréseként gazdasági főtanácsossá nevezte ki.
Tevékeny részt vett Sopron vármegye közéletében, főként a gazdatársadalmi mozgalmakban játszott nagy szerepet. Tagja volt a megyei kisgyülésnek és több társadalmi, illetve szakmai egyesületnek, a Sopron megyei Gazdasági Egyesületben pedig igazgatósági taggá választották. 1926 és 1939 között parlamenti mandátumot is viselt: először pártonkívüli programmal választották meg képviselővé a csepregi kerületben, majd később csatlakozott a Keresztény Gazdasági Párthoz és a következő két választáson annak programjával választották újra.